# 庫倫辦事大臣
欽差庫倫辦事大臣（蒙古语： Khüree amban noyan）是清代於喀爾喀蒙古土謝圖汗部設置的駐劄大臣，乾隆二十六年（1761年）置，駐大庫倫（今蒙古國首都烏蘭巴托）。一般由滿人出任，首任大臣為諾木琿。設副職幫辦大臣一人，通稱蒙古辦事大臣，由蒙古王公、台吉擔任。宣統三年（1911年），外蒙古獨立，末任辦事大臣三多被哲布尊丹巴政權驅逐返京。

## 沿革
雍正九年（1731年），於大庫倫設“互市處”，由理藩院派駐司員管理。乾隆二十六年置辦事大臣。乾隆四十九年（1784年），置幫辦大臣一人，定為額缺。屬員有印房章京、理刑司員、管理商民事務司員、筆帖式等官。在恰克圖另設有辦事司員一人。

## 職權
- 監管哲布尊丹巴呼圖克圖及其屬民（沙畢納爾）
- “理俄羅斯邊事”[1]，管理蒙古邊界卡倫、商貿等事務
- 恰克圖通商事宜
- 管理庫倫、恰克圖等地的漢商（乾隆四十二年以後）
- 監理土謝圖汗部、車臣汗部二盟事務（乾隆五十一年以後）

## 官印
庫倫辦事大臣所用官印刻滿、蒙、漢三体字，滿、漢文用篆体。

## 歷任庫倫辦事大臣
- 乾隆朝：諾木琿、福德、丑達、索琳、福鼐、慶桂、柏堃、傅清額、勒保、松筠、普福、博興、特克慎。
- 嘉慶朝：普福、佛爾卿額、阿爾達西的、德勒克扎布、玉衡、福海、綳武布、台斐音、蘇沖阿、長慶、巴彥圖。
- 道光朝：廣慶、松長、樂善、奕顥、廉敬、闊步通武、福瑛、祥康、文慶、鍾祥、容照、麟慶（未赴任）、成凱、豐伸、玉明。
- 咸豐朝：納勒亨額、明誼、色克通阿、景紋。
- 同治朝：特克慎、文盛、張廷岳、志剛。
- 光緒朝：英奎、文格、奕榕、喜昌、桂祥、色楞額、安德、桂斌、連順、興廉、豐陞阿、德麟、樸壽、延祉。
- 宣統朝：三多、綳楚克車林（署理）。

### 引用
1. ↑  《清史稿》地理志二十五
2. ↑  《清史稿》職官一